# 진서봉행
진서봉행(일본어: 鎮西奉行 친제이부교우[*])는 가마쿠라 막부(鎌倉幕府)에서 진서(鎮西) 즉 지금의 규슈(九州)의 어가인(御家人)의 지휘 통제를 맡았던 직책이다. 진서수호(일본어: 鎮西守護 친제이슈고[*])로도 불린다.
분지(文治) 원년(1185년), 미나모토노 요리토모(源頼朝)가 아마노 도카게(天野遠景)를 처음 이 직책에 임명하여 규슈 어가인들의 지휘 통제를 맡겼다. 원래 헤이케(平家) 잔당 및 미나모토노 요시쓰네(源義経) 일당의 추포가 주 임무였는데, 그 뒤 규슈 전역의 고케닌들의 통제를 맡게 되고 다자이후(大宰府)의 기능도 이어받았다.
요리토모는 지쇼(治承) 4년(1180년)에 가마쿠라(鎌倉)에 사무라이도코로(侍所)를 두어 고케닌들을 통제하고, 나아가 1185년에는 요시쓰네의 추포를 이유로 율령국마다 수호(守護) ・ 지두(地頭)를 설치하여 전국의 지배권을 확립하였다. 그리고 지방에는 교토수호(京都守護)를, 규슈에는 진서봉행을, 오슈(奥州)에는 오슈총봉행(奧州總奉行)을 각기 설치하여 다스렸다.
도카게의 후임으로 나카하라 지카요시(中原親能) ・ 무토 스케요리(武藤資頼)가 되었다는 설도 있으나, 세노 세이이치로(瀬野精一郎)는 도카게 이후의 후임에 대해 여러 설이 있음을 정리하고, 「진서봉행이란 일반적 호칭에 불과했으며 가마쿠라 막부의 정식 관직명으로서는 존재하지 않았다(사토 신이치佐藤進一설)는 설도 있듯이 성격이 더욱 불분명한 점이 많은 데에 기인하고 있다"고 지적했다.

## 같이 보기
- 가마쿠라 막부
- 오슈총봉행
- 진제이 단다이